# Ardrahan
Ardrahan (Ard Raithin in gaelico irlandese) è un villaggio nella Contea di Galway, in Irlanda. 
Ardrahan è conosciuta per i suoi forti circolari. Ard in gaelico significa "alto", mentre Raithin "forte circolare", perciò il nome attuale potrebbe derivare da un'espressione che significa "forte circolare superiore".
L'attrazione principale di Ardrahan è comunque il Castello di Tullira, una volta di proprietà di Edward Martyn (1859-1923), amico di William Butler Yeats e Lady Gregory e che sfortunatamente è rimasto proprietà privata, con la conseguenza che non è aperto al pubblico.